# Gaspar Falco

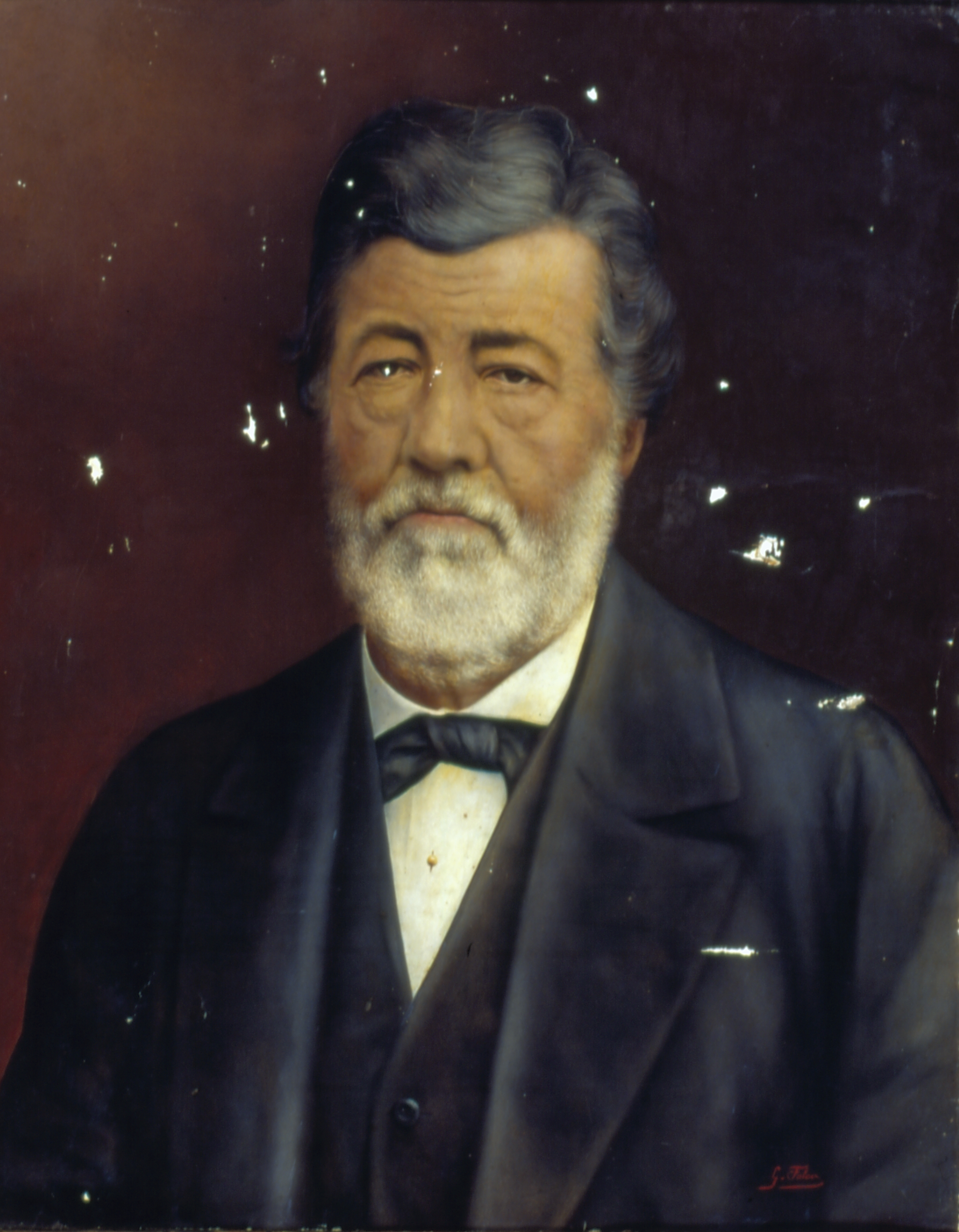
Retrato de João da Cruz Leite, realizado por Gaspar Falco no início do século XX.

Gaspar Falco (Mostaganem, Argélia, 12 de fevereiro de 1861-??) foi um artista francês, imigrante da Argélia para o Brasil. 

## História
Nascido na pequena cidade de Mostaganem, departamento de Orã, Argélia,  aos vinte anos foi alistado em um regimento do exército francês, migrando da colônia da Argélia para Tourves, próximo de Marselha, no sul da França. Naquela época, era listado como pedreiro. Posteriormente retornou para Orã onde trabalhou como ator, cantor, pintor e fotógrafo. Imigrou para o Brasil em 1889. Realizou parte de sua carreira em Taubaté, uma cidade com um circuito cultural e artístico associado ao desenvolvimento da produção cafeeira. Em Taubaté, Falco e sua família criaram um estúdio fotográfico que se tornou uma referência na região na virada do século XIX para o XX. Após viver por quase dezoito anos em Taubaté, em março de 1917 transferiu temporariamente seu estúdio para o Rio de Janeiro. A edição de 1931 do Almanaque Laemmert o listava (ao lado de sua filha Remedica Falco) como um dos três fotógrafos existentes em Taubaté.
Em sua produção como pintor, destacam-se seus retratos de personalidades conhecidas de Taubaté, expostas inicialmente em uma mostra de 51 telas realizada em 1921. Suas obras estão expostas no Museu Histórico de Taubaté e no Museu Paulista. Foi professor de Georgina de Albuquerque.
Os filhos de Falco também se tornaram artistas: Raphael Falco (1885-1967) e Remedica Falco. Esta tornou-se relativamente famosa na região de Taubaté, em especial com a produção de retratos.